# 헤르만 헤세
헤르만 카를 헤세(독일어: Hermann  Karl Hesse, 1877년 7월 2일 ~ 1962년 8월 9일)는 독일계 스위스인이며, 시인, 소설가, 화가이다.

## 생애

### 성장
1877년 7월 2일 독일 남부 시인의 고장 슈바벤 주의 뷔르템베르크 소재 소도시 칼프에서 개신교 선교사이던 아버지 요하네스 헤세와 어머니 마리 군데르트(1842-1902) 사이의 장남으로 태어났다. 어머니는 전 남편을 잃고 자신의 아버지 제자로 있던 요하네스 헤세와 32세 때에 재혼하였는데, 그녀가 5살 연상이었다. 요하네스 헤세는 에스토니아 출신으로 인도에서 선교활동을 한 적이 있는 선교사였고, 외삼촌 빌헬름 트는 일본에서 활동한 교육가로 불교연구의 권위자였다. 이러한 환경은 헤세가 동양 사상에 관심을 갖게 했다. 어머니는 전 남편과의 사이에 두 아들이 있었고 헤세의 형제로는 누나 아델레(1875-1949), 남동생 파울 (1878-1878), 여동생 게르트루트(1879-1880), 여동생 마리(1880-1953) 그리고 남동생 한스(1882-1935)가 있다. 1881년-1886년 양친과 함께 바젤로 이사하여 거주했다. 1883년 아버지가 스위스 국적을 얻었으며, 1886년 (9세) 다시 칼프로 돌아갔다.

### 교육
1880년까지 실업학교에 다녔으며, 1890년 신학교 시험 준비를 위해 괴핑엔의 라틴어 학교에 다녔다. 뷔르템베르크 국가시험에 합격, 신학자를 위한 첫 관문 통과했다. 이를 위해 아버지는 뷔르템베르크 국적을 얻었다. 1891년 14세 때인 1891년 명문 개신교 신학교이자 수도원인 마울브론 기숙신학교에 입학했다. 1892년 신학교를 도망쳐 나왔다. 부적응과 신경쇠약증 발병, '시인이 되지 못하면 아무 것도 되지 않겠다'는 것이 중퇴이유였다. 6월에 짝사랑으로 인한 자살 기도를 해서 정신요양원 생활을 했다. 11월에 칸슈타트 김나지움 입학을 했는데, 신학교 때의 경험은 소설 《수레바퀴 밑에서》에서 비판적으로 묘사되었다. 1893년 10월 학업을 중단했다.

### 방황
서점원을 이틀만에 그만 두고, 1894년-1895년 시계부품공장 견습공으로 일했다. 2년간 방황하던 헤르만 헤세는 튀빙겐에서 서점 점원으로 일하며 글을 쓰기 시작하면서 비로소 삶의 안정을 찾았다.

### 글쓰기
1899년 첫 시집 낭만의 노래, 산문집 한 밤중의 한시간 발간. 가을에 바젤의 서점으로 옮겼다. 1901년 처음으로 이탈리아 여행을 했다. 1902년 어머니가 사망했다.
1904년 『페터 카멘친트(향수)』를 통해 헤세는 일약 독일어권에서 유명한 작가가 되며, 이후 그는 성공적인 작가의 길을 걷게 된다. 제1차 세계대전이 시작할 즈음에 『페터 카멘친트』는 6만부 이상의 판매를 기록한다.

### 휴머니스트
제1차 세계대전 당시 반전주의적 태도로 극우파들의 애국주의에 반대했다가 독일에서 매국노라는 비난을 받기도 했다. 그의 이러한 돌출된 행동은 당시 지식인들이 전쟁을 비판하기는커녕, 오히려 전쟁을 지지하고 다른 민족에 대한 미움을 부추기기까지 하는 극우성을 보이는 것에 대해 실망을 갖고 있었기 때문이었다. 식민지로 전락한 아시아를 보면서 환멸을 느꼈지만, 아시아 여행경험(1911년)으로 느낀 사해동포주의도 그의 애국주의 반대집필의 배경이 되었다. 이때 나온 작품이 『데미안』이다. 이 소설은 그가 크게 성공을 거둔 작품 중 하나이다.

### 노벨문학상
1923년 스위스 국적을 취득했고, 제2차 세계 대전 때에 헤르만 헤세의 작품은 인쇄에 필요한 종이가 배당되지 않게 한 나치의 탄압을 받았다. 1946년에 유리알 유희로 노벨 문학상을 수상했다.

## 헤세의 문학적 특성
헤세의 대표적인 전기 중의 하나는 1927년 위고 발(Hugo Ball)이 써낸 전기인데, 그는 헤세를 "찬란한 낭만주의 대열의 마지막 기사(騎士)라고 표현했다.

## 대표 작품
- 1904년 《페터 카멘찐트 Peter Camenzind》
- 1906년 《수레바퀴 아래서 Unterm Rad》
- 1910년 《게르트루트 (봄의 폭풍우. 사랑의 3중주로도 번약)》 부제는 <사랑과 죽음과 고독의 서> - 음악소설
- 1914년 로스할데 (Rosshalde) - 화가소설
- 1915년 크눌프 (향수)
- 1916년 단편 청춘은 아름다워라
- 1919년 《데미안 Demian - Die Geschichte von Emil Sinclairs Jugend
- 1920년 <클링조어의 마지막 여름 - Klingsors Letzter Sommer>
- 1922년 《싯다르타 Siddhartha》
- 1927년 《황야의 이리 Der Steppenwolf》
- 1930년 《나르치스와 골드문트 Narziß und Goldmund》 (지와 사랑)
- 1932년 《동방 여행 Journey to the East》
- 1943년 《유리알 유희 Das Glasperlenspiel》
- 1954년 헤세와 로맹 롤랑의 왕복서한

## 연보
- 1877년 7월 2일 독일 남부 시인의 고장 슈바벤주의 뷔르템베르크 소재 소도시 칼브에서 개신교 선교사이던 아버지 요하네스 헤세와 어머니 마리 군데르트(1842-1902년) 사이의 장남으로 태어남.
- 1881년-1886년 양친과 함께 바젤로 이사하여 거주함.
- 1883년 아버지가 스위스 국적을 얻음.
- 1886년 9세에 다시 칼프로 돌아감. 1889년까지 실업학교에 다님.
- 1890년 신학교 시험 준비를 위해 괴핑엔의 라틴어 학교에 다님. 뷔르템베르크 국가시험에 합격, 신학자 위한 첫 관문 통과. 이를 위해 아버지는 뷔르템베르크 국적을 얻음.
- 1891년 14세 때인 1891년 명문 개신교 신학교이자 수도원인 마울브론 기숙신학교에 입학했다. 1892년 신학교를 도망쳐 나옴. 부적응과 신경쇠약증 발병, '시인이 되지 못하면 아무 것도 되지 않겠다'는 것이 중퇴이유였다. 6월에 짝사랑으로 인한 자살 기도. 정신요양원 생활. 11월에 칸슈타트 김나지움 입학, 신학교 때의 경험은 소설 《수레바퀴 밑에서》에서 비판적으로 묘사됨.
- 1893년 10월 학업중단. 서점원을 이틀만에 그만 두고, 1894년-1895년 시계부품공장 견습공으로 일함. 2년간 방황하던 헤르만 헤세는 튀빙겐에서 서점 점원으로 일하며 글을 쓰기 시작하면서 비로소 삶의 안정을 찾음.
- 1899년 첫 시집 낭만의 노래, 산문집 한밤 중의 한시간 발간. 가을에 바젤의 서점으로 옮김.
- 1901년 최초로 이탈리아 여행. <헤르만 라우셔의 유작과 시> 발표.
- 1902년 <시집> 발간. 어머니 사망.
- 1903년 서점을 그만두고 두 번째 이탈리아 여행.
- 1904년 『페터 카멘찐트』 발표. 출세작으로 경제적 안정 속에서 문학의 길 전념. 제1차 세계대전이 시작할 즈음에 『페터 카멘찐트』는 6만부 이상의 판매를 기록. 평전 <복가치오>와 <아씨시의 프란츠> 발표. 마리아 베르누이(1868년-1963년)와 결혼. 그녀는 헤세보다 9살 연상으로 수학가 가정 출신. 그녀와 사이에 세 아들이 태어남. 브르노(1905-?), 하이너(1909-?), 마르틴 (1911년-1968년). 보덴호보근의 가이엔호펜으로 이주.
- 1906년 《수레바퀴 아래서 Unterm Rad》(1906년). 널리 알려진 자서전적 요소가 많은 작품.
- 1907년 중단편 소설집 <이편에서> 발간. 월 2회 발행 잡지 <3월> 편집을 1912년까지 함.
- 1908년 단편집 <이웃사람들> 발간.
- 1909년 취리히, 독일, 오스트리아로 강연여행. 빌헬름 라베 방문.
- 1910년 게르트루트 (한국에서는 봄의 폭풍우. 사랑의 3중주로도 번약) 발간. 부제는 <사랑과 죽음과 고독의 서>. 음악소설.
- 1911년 시집 도상에서 발간. 부부생활에 환멸 느껴 화가 한스 슈트르체네거와 함께 스위스 수도 베른으로 이사. 단편집 우회로 발간.
- 1914년 로스할데(Rosshalde). 화가소설. 제 1차 세계대전발발 후 입대 자원했으나 군무불능 판정. 베른의 독일군 포로 후생사업 가담. 극단적 애국주의를 비평하는 글로 매국노 비난을 받음.
- 1915년 크놀프(향수). 떠돌이 인생 이야기. 시집 고독한자의 음악, 단편집 길가에서 발간.
- 1916년 단편 청춘은 아름다워라 발간. 아버지의 죽음, 막내아들 마르틴 중병, 아내의 정신병 악화와 입원, 자신의 신병 등이 겹쳐 정신적 위기에 빠짐. 정신분석학자 C. G. 융의 제자인 랑의 치료를 다음 해까지 받음.
- 1919년 귀향 발표. 싱클레어라는 필명으로 《데미안 Demian - Die Geschichte von Emil Sinclairs Jugend》발표. 폰타네 문학상은 신인작가에게 수여하기에 반려. <동화집>, 단편집 작은 정원, 정치평론집 짜라투스라의 복귀 발간. 이 해 봄, 처자와 헤어져 홀로 남 스위스의 몬타뇰라로 이주 후 집필에 전념. 죽을 때까지 이곳에서 거주. 월간지 <생명의 절규> 공동 편집.
- 1920년 방랑 및 화가의 시 발간. 정신적 안정 위해 수채화를 많이 그림. 단편집 클링조르의 마지막 여름 발표. 화가소설.
- 1921년 혼돈 속으로의 조망, <시선집>, 텟신에서의수채화 11점 발간.
- 1922년《싯다르타 Siddhartha 1923년 싱클레어의 비망록 발간. 부인 마리아와 정식으로 이혼. 스위스 국적 획득.
- 1924년 루트 벵어(1897-?) 와 결혼. 20살 연하였음.
- 1925년 요양객, 픽토르의 변신 발간. 작가 토마스 만을 방문.
- 1926년 기행과 자연풍물에 대한 감상집 그림책 발간. 프로이센 예술원 회원에 피선되었으나 1930년 탈퇴.
- 1927년 《황야의 이리 Der Steppenwolf》발간. 발간루트 벵어와 이혼.
- 1928년 수상록 관찰, 시집 위기 발간.
- 1929년 시집 밤의 위안과 산문집 세계 문학 문고 발간.
- 1930년 장편 지와 사랑(나르치스와 골트문트) 발간.
- 1931년 니돈 돌빈(1895년-1966)과 결혼. 18세 나이 차. 새집으로 이사. 유리알 유희 집필 시작.
- 1932년《동방 여행(동방순례) Journey to the East 》
- 1933년 단편집 작은 세계 발간.
- 1934년 시선집 생명의 나무에서 발간.
- 1935년 우화집 발간.
- 1936년 전원시집 전원에서의 시간 발간. 고트프리트 켈러 상 수상.
- 1937년 회고기 시선집 어린시절의 회상기 불구 소년 발간.
- 1939년 제2차 세계 대전이 본격화되면서 1945년 종전까지 헤세의 작품이 독일에서 출판되는 것이 금지됨.
- 1942년부터 자르캄프 사와 합의하여 취리히에서 헤세전집이 단행본으로 발간. 시집을 전집으로 발간.
- 1943년 《유리알 유희 Das Glasperlenspiel》 발간.
- 1945년 시선집 꽃가지, 동화집 꿈의 발자취, 1907년 쓰여진 미완성 소설 베어 톨트 발간.
- 1946년 유리알 유희로 노벨 문학상을 수상했다. 괴테상 수상. <전쟁과 정치에 대한 시사평론집 전쟁과 평화 발간.
- 1947년 고향 칼프시의 명예 시민이 됨.
- 1950년 브라운슈바이크 시가 수여하는 빌헬름 라베 상 수상.
- 1954년 헤세-롤랑 서신교환집 발간.
- 1955년 서독 출판협회로부터 평화상 수상.
- 1956년 헤르만 헤세상 제정.
- 1962년 몬타뇰라의 명예 시민이 됨. 8월 9일 뇌출혈로 몬타뇰라에서 사망. 이틀 후 아본디오 묘지에 안치됨.

## 한국어 번역서
- 수레바퀴밑에서 외(하서), 싯타르타(범우사), 수레바퀴 밑에서(효리원)가 있음.

- 《환상동화집 Die Marchen》(2002년)